# Werner Thissen
Werner Thissen (Kleef, 3 december 1938 – Hamburg ,15 april 2025) was een Duits geestelijke en aartsbisschop van de Rooms-Katholieke Kerk.
Thissen werd in 1966 tot priester van het bisdom Münster gewijd. Hij was enige tijd als zielzorger werkzaam en kreeg daarna een studieopdracht. In 1974 promoveerde hij tot doctor in de theologie.
Op 16 april 1999 werd Thissen benoemd tot hulpbisschop van Münster en tot titulair bisschop van Scampa. Zijn bisschopswijding vond plaats op 24 mei 1999. Op 22 november 2002 werd hij benoemd tot aartsbisschop van Hamburg. Op 25 januari 2003 werd hij geïnstalleerd.
Thissen ging op 21 maart 2014 met emeritaat.
Thissen overleed op 15 april 2025 op 86-jarige leeftijd.